# Elin Kallio

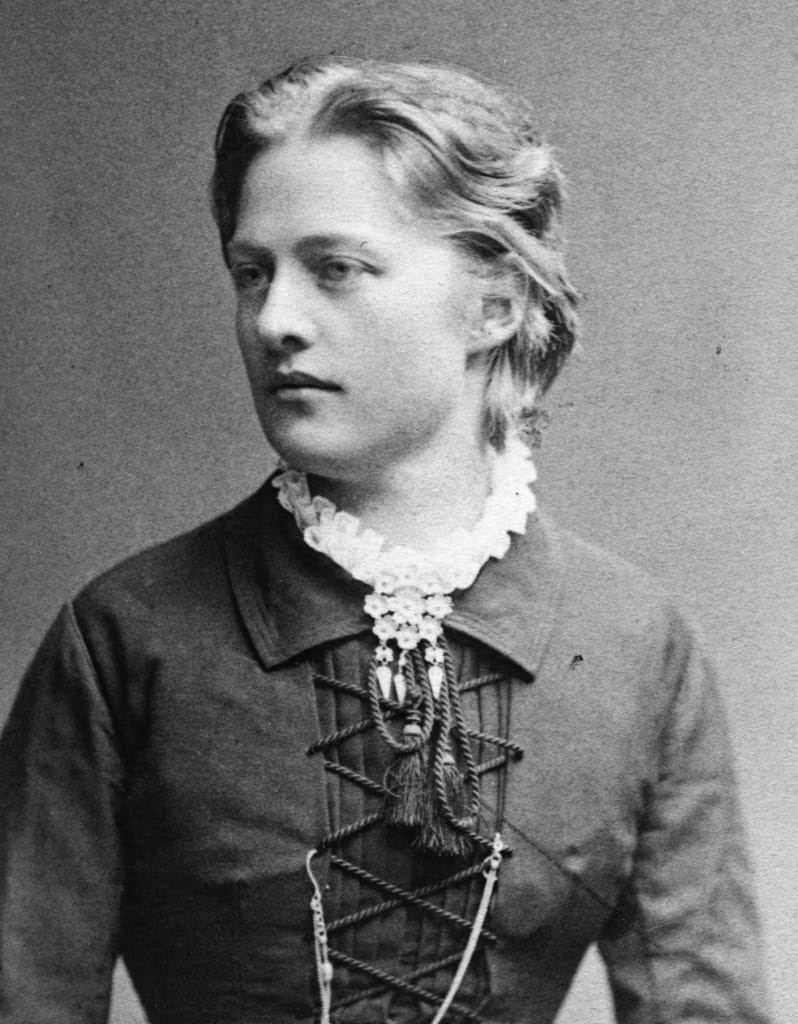
Elin Kallio

Elin Kallio (geb. 23. April 1859 als Elin Oihonna Waenerberg in Helsinki, gest. 25. Dezember 1927 ebendort) war eine bekannte finnische Gymnastiklehrerin und Begründerin der finnischen Frauengymnastikbewegung. 
Elin Kallio wuchs als Tochter des finnischen Pfarrers und Hochschullehrers Gabriel Mauritz Waenerberg und seiner Frau Agatha Sophia Aschan auf. Ihr Bruder war Thorsten Waenerberg.
Nach dem Abitur 1876 gründete sie in Helsinki die erste finnische Frauenvereinigung. 1876 absolvierte sie eine Ausbildung zur Gymnastiklehrerin am Königlichen Gymnastikinstitut in Stockholm in Schweden. Nach Finnland zurückgekehrt gab sie über 40 Jahre Gymnastikunterricht an finnischen Mädchenschulen und vertrat das neue Fach an der Universität Helsinki. 1896 gründete sie die erste finnische Gesellschaft für Frauengymnastik, die sie bis 1917 leitete und die unter dem Namen Finnish Women Gymnasts bis heute existiert.
1886 heiratete sie den finnischen Linguisten Aukusti Herman Kallio (1858–1896). 

## Ehrungen

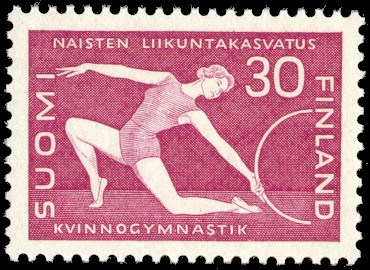
Elin-Kallio-1959

Zu ihrem hundertsten Geburtstag widmete ihr die finnische Post eine Briefmarke. Für ihre Bedeutung in der Geschichte wurde ihr als eine von 999 Frauen eine Inschrift auf den Kacheln des Heritage Floor in der Kunstinstallation The Dinner Party von Judy Chicago gewidmet. Sie ist der Gruppe um die Ärztin Elizabeth Blackwell zugeordnet, die zum 3. Zeitflügel von der Amerikanischen Revolution bis zur Frauenbewegung gehört.